# 긴급조치 19호
"긴급조치 19호" (영어: Emergency Measure 19)는 김태규가 감독한 대한민국의 영화다. 개봉은 2002년 7월 19일이다.

## 줄거리
세계 곳곳에서 가수들이 대선 주자로 나와 국민들의 압도적인 지지를 받고 미국의 마이클 잭슨을 비롯하여 신조 부분에서 '마돈나'를 주목했다. 일부 국가에선 마이클 잭슨이 미국의 제44대 대통령에 당선된 것을 비롯하여 가수들의 대통령이 되는 상황이 벌어지자, 위기 의식을 느낀 한국의 대통령 비서 실장은 대통령의 재가를 받아 일명 '긴급조치 19호'를 발동한다. 방송을 통해 비상사태를 알림과 동시에 군인들이 동원 되어 가수를 잡아 들이기 시작하고, 노래 부르는 것을 법으로 금지한다. 이런 사태를 모르고 콘서트를 하던 홍경민은 홍경민 팬 클럽의 회장이자 대통령 비서 실장의 딸인 민지의 도움으로 위기를 모면한다.

## 등장 인물

### 중심 인물
- 김장훈
- 홍경민
- 공효진 : 비서실장의 딸이자 홍경민의 팬 클럽 회장 김민지
- 노주현 : 비서실장 김도철
- 김명국 : 진압대장
- 주영훈

### 주변 인물
- 이현순 : 비서실장 김도철 부인
- 안진수 : 신문사 사장
- 하덕성 : 국회의원
- 박정상 : 보좌관 1
- 송창의 : 보좌관 2
- 심우창 : 국방부 장관
- 권혁풍 : 국정원장
- 오영갑 : 합동참모의장

### 그 외 인물
- 김영석 : 부관 1
- 홍근하 :  부관 2
- 김성경 : 아나운서
- 박혜린 : 간부 1
- 이윤숙 : 간부 2
- 김은혜 : 간부 3
- 곽진경 : 간부 4
- 권민 : 간부 5
- 정나영 : 간부 6
- 이은화 : 간부 7
- 김지영 : 대나무 회장
- 이정인 : 홍사아모 회장
- 김희라 : 조영남 팬클럽 회장
- 이진목 : 신사유선 카메라맨
- 송문수 : 배추차 장사
- 강승호 : 캔 매니저
- 이호욱 : 신화 고문군인
- 허범석 : 콘서트 군인
- 이갑선 : 체육관 군인
- 윤석진 : 수용실 군인
- 김홍택 : 화장실 군인
- 서문경 : 공원경찰
- 이영빈 : 공원군인
- 최승철 : 비닐하우스 군인 1
- 김성오 : 비닐하우스 군인 2
- 이종래 : 서울경찰서 형사
- 박종명 : 공원 보초 군인 1
- 이재식 : 공연 보초 군인 2
- 한국진 : 애인 사진 군인
- 김진 : 가짜 브라운 아이즈 1
- 신인철 : 가짜 브라운 아이즈 2
- 윤경민 : 가짜 브라운 아이즈 3
- 김선진 : 가짜 브라운 아이즈 3
- 차은영 : 모자이크 리포터 역
- 허선행 : 기자 1
- 전명화 : 기자 2
- 김문수 : 기자 3
- 이대섭 : 대합실 터미널 시민 1
- 김태만 : 대합실 터미널 시민 2
- 박인해 : 청소부 아줌마

### 그 외 가수들
- Click-B
- 송은이
- 양현석
- 이주노
- 양진석
- 강타
- 신화
- 코요태
- 뉴 오더
- 핑클
- 김흥국
- 방실이
- 하리수
- 홍서범
- 조갑경
- 손지창
- 캔
- 이성진(NRG)
- 베이비복스
- 샤크라
- 나얼
- 싸이
- 김동규

### 특별출연
- 원상연 : 무기밀매상
- 장정진 : 대통령 (Voice)
- 남희석 : 중대장 1
- 김일 : 중대장 2

## 제작진
- 감독 : 김태규
- 조감독 : 강건향, 이재완, 김찬우, 신형철
- 기록(스크립터) : 문귀선
- 각본 : 김성동, 이승국
- 각색 : 박준영
- 원작 : 김은태
- 촬영 : 황서식
- 촬영부 : 나승용, 조동헌, 하양수, 양준식, 이승규, 양세웅
- 조명 : 강광원
- 조명부 : 김승준, 서창환, 윤종현, 문유현, 최용환, 임병철, 최종환, 최태호
- 기획 : 이호연, 정이래, 이재건
- 프로듀서 : 송창용
- 제작부장 : 임기수, 정필주
- 제작 : 서세원
- 제작부 : 강민선, 운세웅, 유재영
- 녹음실 : 리드사운드
- 사운드믹싱 : 박덕수
- 사운드에펙트 : 김필수
- 동시녹음 : 김범수
- 음악 : 석성원
- OST : 주영훈
- 미술 : 황창록
- 특수효과 : 이희경
- 특수효과팀 : 정도안, 방성철, 김광수, 김태희, 유영일, 유인상, 최정욱, 사충기, 박성호, 최경식, 안준석
- 시각효과 : 김량진
- 분장, 헤어 : 박소연, 서명지
- 의상 : 임명화, 김경진, 백미선
- 편집 : 박순덕
- 네가편집 : 이수연, 남나영
- 아비드오퍼레이터 : 김성호
- 무술감독 : 원진
- 무술연기 : 윤석진, 오세영, 서명석, 윤연규, 진상용, 김태환, 한정현, 김신웅, 민성주, 박한삼
- 특수의상 : 권유진
- CG1팀 : 노경애, 노경미, 김명환, 박동진, 이진, 전혜정, 이중희
- CG2팀 : 박웅, 권미진
- 미술팀 : 이수경, 서유미, 이기우, 조완희, 백승호
- 스토리보드 : 노충현
- 세트 : 윤기찬
- 온라인마케팅 : 이승구, 조인혁, 현효진 (엔터서클)
- 스테디캠 : 여경보
- 발전차 : 서지현
- 기획실 : 김미란
- 스틸 : 박종인, 지용삼
- 현상 : 세방현상소
- 텔레시네 : 와이드 비전
- 마케팅 : 성진경, 김은수, 이명희, 홍명수
- 대사편집 : 이주석
- ADR녹음 : 이혜경
- Foley Artist : 황성기
- 녹음부 : 김만택, 김미정, 송창의, 이정현
- 예고편 : 김량진, 홍호철
- 옵티컬 : 영화진흥공사
- 지미짚 : 이재인
- 카메라대여 : 썸픽쳐스
- 필름 : 신성사
- 군경차량 : 금호상사
- 운송 : 이경영, 서원재
- 광고디자인 : 서지호, 강우주, 김명희
- 보조출연 : 한국예술, MTM, 태양예술, 나눔기획

## 사운드 트랙
2002년 7월 20일에 발매한 긴급조치 19호 OST는 박요환, 우진희, 임상의 등이 참여하였다.
1. 프롤로그
2. 긴급조치 19호
3. 나 (Dance Ver.) - 박요환
4. 서정 - 박요환
5. Feeling
6. Lonely Heart
7. 나 (Acoustic Guitar Ver.)
8. 서정 (Instrumental)
9. 무기상 Ment
10. 갈등 - 임상의
11. Sad Mood
12. 나 (Rock Ver.) - 박요환
13. Rock' N Roll
14. 도망자
15. 작전
16. 대치
17. 긴급
18. 반란
19. 진압

## 기타
- 제작자인 서세원이 대한민국의 가수 대부분을 징발해서 촬영한 영화이다. 이 징발에 응하지 않은 가수는 김현정 정도에 불과했다.
- 원래 대본의 원본은 '개그맨 죽이기'라는 연극이었다. 이 연극의 대본에 대한 판권을 서세원이 2002년 당시 기준으로 5천만원에 구입했으며 서세원은 영화화하는 과정에서 더욱 인기를 얻기 위해 영화의 내용에서 대상자를 개그맨에서 가수로 바꿨다.
- 대본의 내용이 어느 정도 예언성이 있었다. 제44대 미국 대통령이 흑인이라는 점이 예언 적중된 것인데 작품 중에서 그 인물은 미국 팝 가수 마이클 잭슨이었다. 그로부터 6년 후 2008년 11월 2008년 미 대선에서 사상 첫 미국의 흑인 대통령 버락 오바마가 미국의 제44대 대통령으로 당선되었다.